# Аккудук (нефтяное месторождение)
Аккудук — нефтяное месторождение расположено в Атырауской области Казахстана, в 64 км к юго-востоку от г. Кульсары. Месторождение открыто в 1982 году.
В тектоническом отношении месторождение приурочено к двукрылой солянокупольной структуре. Нефтеносность связана с отложениями средней юры.
Геологические запасы оценивается 291 тыс. тонн нефти.
Оператором месторождения является казахская нефтяная компания Разведка Добыча «КазМунайГаз». Добыча нефти 2010 году составила 30 тыс. тонн.